# Рейнгардт
Ре́йнгардт (нім. Reinhard; варіант: Ре́йнхардт)
- 16705 Рейнгардт

## Прізвищенімецькогопоходження
- Ніколь Рейнгардт (нар. 1986) — німецька веслувальниця, олімпійська чемпіонка.